# Chorinaeus constrictus
Chorinaeus constrictus là một loài tò vò trong họ Ichneumonidae.